# 張橋 (嘉靖進士)
張橋（1524年—？），字衡如，雲南右衛官籍浙江嘉興府嘉興縣人，明朝政治人物。

## 生平
雲南鄉試第二十六名舉人。嘉靖三十八年（1559年）中式己未科會試第一百八十名，二甲第三十六名進士。

## 家族
曾祖張慶；祖父張檳；父張紀，右長史。母錢氏。慈侍下。弟梓、栋、朴。